# Purvis-Gletscher
Der Purvis-Gletscher ist ein Gletscher, der an der Nordküste Südgeorgiens in hauptsächlich nordöstlicher Richtung fließend in den westlichen Abschnitt der Possession Bay mündet.
Teilnehmer der Zweiten Deutschen Antarktisexpedition (1911–1912) unter der Leitung Wilhelm Filchners kartierten ihn und benannten ihn nach dem britischen Ozeanographen John Murray als John-Murray-Gletscher. Um jedoch mögliche Verwechslungen mit dem Murray-Gletscher im ostantarktischen Viktorialand zu vermeiden, wurde diese Benennung verworfen. Namensgeber der jetzigen Benennung ist Petty Officer J. Purvis von der Royal Navy, Teilnehmer der Discovery Investigations vor Südgeorgien in den Jahren 1928 bis 1930.